# 西蒲田
西蒲田（日语：／ Nishi-kamata */?）是東京都大田區的町名。現行行政地名為西蒲田一丁目至西蒲田八丁目。郵遞區號為144-0051。人口26,802人（2013年8月1日）。

## 地理
位於東京都大田區中南部。北至呑川，接中央。東至JR京濱東北線，接大森西、蒲田。南至環八通，接新蒲田。西至東急池上線，接東矢口、池上。
多摩堤通通過町內。蒲田站西口在本町南部，七丁目與八丁目商業設施聚集。遠離車站的地區為住宅區。

## 歷史
古時為女塚村、御園村、蓮沼村。
- 1889年（明治22年）：實施「市制町村制」，為蒲田村大字。
- 1922年（大正11年）：為蒲田町大字。
- 1932年（昭和7年）：蒲田區成立，為女塚町、御園町、蓮沼町。
- 1947年（昭和22年）：屬大田區。
- 1967年（昭和42年）：女塚、御園、蓮沼合併為西蒲田。

### 地名由來
此地為蒲田地區西側、蒲田站西側。

## 交通
町域東南部有蒲田站（東急車站西蒲田，JR車站在蒲田）。北邊的東矢口有東急池上線蓮沼站，池上有池上站。另外還可利用大森站的巴士路線。

## 設施
- 西蒲田公園
- 熊野神社
- 蓮花寺
- 日本工學院專門學校
- 東京都立大森高等學校
- 東京実業高等學校
- 大田區立蓮沼中學校
- 大田區立御園中學校
- 大田區立女塚小學校
- 大田區立相生小學校
- 東急廣場
- Sunrise Kamata（サンライズカマタ）
- Sunroad Kamata（サンロードカマタ）
- Yuzawaya（ユザワヤ）